# Kolonia Piszczac III
Kolonia Piszczac III est un village polonais de la gmina de Piszczac dans le powiat de Biała Podlaska de la voïvodie de Lublin dans l'est de la Pologne.
Il se situe à environ 2 kilomètres à l'est de Piszczac (siège de la gmina), 22 kilomètres à l'est de Biała Podlaska (siège du powiat) et 99 kilomètres au nord-est de Lublin (capitale de la voïvodie).
Le village comptait approximativement une population de 160 habitants en 2006.

## Histoire
De 1975 à 1998, le village est attaché administrativement à la voïvodie de Biała Podlaska.

Depuis 1999, il fait partie de la voïvodie de Lublin.